# Sindrome da iperstimolazione ovarica
La sindrome da iperstimolazione ovarica (in inglese ovarian hyperstimolation syndrome, OHSS) è considerata un danno iatrogeno conseguente all'induzione dell'ovulazione durante un ciclo di fecondazione in vitro (IVF). La stimolazione ovarica (in inglese controlled ovarian stimulation, COS) praticata durante i cicli di IVF ha come obiettivo ultimo quello di far produrre alla donna il maggior numero possibile di ovociti da utilizzare per il trattamento di procreazione assistita, questo perché solamente il 10-15% di questi avrà la possibilità di diventare successivamente un feto. 

## Patofisiologia
Caratteristica distintiva della sindrome da iperstimolazione ovarica è l'incremento della permeabilità dei capillari sanguigni, risultante in un aumento nel passaggio di fluidi dal compartimento intravasale al compartimento extravasale. Il fattore di crescita dell'endotelio vascolare (in inglese vascular endothelial growth factor, da cui la sigla VEGF) gioca un ruolo fondamentale nella patofisiologia della sindrome da iperstimolazione ovarica, alterando la permeabilità vascolare. VEGF è secreto dalle cellule granulose, a seguito della stimolazione da parte della gonadotropina corionica (in inglese human chorionic gonadotropin, hCG). La sindrome severa da iperstimolazione ovarica è associata ad alti livelli di VEGF.  Altri fattori coinvolti nell'insorgenza della sindrome sono l'angiotensina II, il fattore di crescita insulino-simile (IGF), il fattore di crescita dell'epidermide (EGF), il fattore di crescita trasformante beta (TGF-β), il fattore di crescita dei fibroblasti (FGF), il fattore di crescita derivato dalle piastrine (PDGF), l'interleuchina-1B (IL-1B), e l'interleuchina 6 (IL-6). Il sistema intra-ovarico renina-angiotensina (in inglese intra-ovarian renin-angiotensin system, RAS) è un altro fattore implicato nell'insorgenza della sindrome. Anche il RAS è regolato dall'azione della gonadotropina corionica (hCG). Dunque, livelli elevati del fattore di crescita dell'endotelio vascolare (VEGF) e del RAS giocano un ruolo chiave nello sviluppo della sindrome da iperstimolazione ovarica.

## Fattori di rischio
Ad oggi non ci sono metodi in grado di predire, e quindi, prevenire del tutto l'insorgenza della sindrome. È noto che i soggetti maggiormente a rischio possono presentare una, o più, delle seguenti caratteristiche: giovane età (intorno ai 35 anni), basso indice di massa corporea, sindrome dell'ovaio policistico (PCOS) e/o precedente sindrome da iperstimolazione ovarica. L'ormone antimulleriano (AMH) può essere utilizzato come biomarcatore per la prevenzione della sindrome. Livelli di AMH superiori a 3,36 ng/mL sono in grado di predire l'insorgenza della sindrome da iperstimolazione ovarica.
La conta dei follicoli secondari (in inglese antral follicle count, AFC) è un altro fattore predittivo della sindrome; infatti è noto che una AFC pari o superiore a 24 sia correlata con un rischio crescente di sindrome da iperstimolazione ovarica moderata o severa. Fattori di rischio secondari all'insorgenza della sindrome dipendono dalla risposata delle ovaia alla stimolazione ovarica controllata (COS). Il monitoraggio dei follicoli mediante ecografia e la misurazione dei livelli plasmatici di estradiolo sono fondamentali per la prevenzione della sindrome da iperstimolazione ovarica. Numeri elevati di follicoli maturi (più di 14 follicoli dal diametro di circa 11 mm), nel giorno della stimolazione ovarica, e l'ottenimento di un elevato numero di ovociti al momento del loro recupero sono, anche questi, indicatori di rischio della sindrome da iperstimolazione ovarica. È inoltre noto che una concentrazione plasmatica di estradiolo superiore a 2500 pg/mL possa fungere da ulteriore fattore predittivo della sindrome.

## Prevenzione

### Regime di induzione dell'ovulazione
Pazienti affetti dalla sindrome dell'ovaio policistico (PCOS) presentano un rischio di sviluppo della sindrome più elevato, rispetto a soggetti non affetti da PCOS. In questi casi si dovrebbero utilizzare dosi minime di gonadotropine per l'induzione dell'ovulazione (durante il trattamento di procreazione assistita).  Nello specifico vi sono due protocolli per la stimolazione ovarica di pazienti affetti da PCOS, atti a prevenire la sindrome da iperstimolazione ovarica: protocollo “step-up” e protocollo “step-down” (al momento tra i due pare essere più efficace il protocollo “step-up”).  Nel protocollo “step-up” l'ovulazione viene indotta inizialmente con basse dosi di gonadotropine (75 IU). La concentrazione di gonadotropine verrà poi aumentata dopo 14 giorni dall'inizio della somministrazione, solo nel caso in cui la donna stia rispondendo bene alla stimolazione, con assenza di follicoli maturi di diametro maggiore a 10 mm.

### Metformina
Studi hanno dimostrato come la metformina si in grado di ridurre del 63% il rischio di insorgenza della sindrome da iperstimolazione ovarica; oltre al fatto che, la metformina, pare essere in grado di aumentare le probabilità di successo del trattamento di procreazione medicalmente assistita. La somministrazione di dosi giornaliere comprese tra i 1000 e 2000 mg, almeno a partire da due mesi prima l'inizio del trattamento di stimolazione ovarica controllata, è raccomandata per prevenire l'insorgenza della sindrome da iperstimolazione ovarica.

### Inibitori delle aromatasi per l'induzione dell'ovulazione
È stato osservato come farmaci inibitori delle aromatasi siano in grado di modulare la produzione di estrogeni inibendo l'attività del citocromo P450. Tali inibitori sarebbero capaci in incrementare la secrezione di FSH, a livello dell'ipofisi, promuovendo così la follicologenesi. In questo modo, il meccanismo di feedback negativo dell'asse ipotalamo-ipofisi-ovaia rimane funzionale; riducendo così le probabilità di insorgenza della sindrome da iperstimolazione ovarica.

### Individuazione del protocollo del trattamento di fecondazione in vitro
La stimolazione ovarica controllata (COS) per l'induzione dell'ovulazione durante il trattamento di IVF deve essere individuale e differenziata per ogni donna; questo vuol dire che i livelli di gonadotropine somministrate per la COS variano da donna a donna. Fattori determinanti per l'individuazione della dose di gonadotropine da somministrare sono la conta dei follicoli secondari (AFC) e i livelli plasmatici di ormone antimulleriano (AMH).

### Perforazione ovarica laparoscopica in pazienti con PCOS
La perforazione ovarica laparoscopica (in inglese laparoscopic ovarian drilling, LOD), o la cauterizzazione delle ovaie policistiche, potrebbe essere un'alternativa per migliorare l'ovulazione prima del trattamento di stimolazione ovarica controllata (COS). Il vantaggio della LOD è che questa tecnica è in grado di diminuire la concentrazione e i tempi di somministrazione delle gonadotropine richieste per l'induzione dell'ovulazione controllata durante il ciclo di fecondazione in vitro (IVF). LOD può essere eseguita su una, o entrambe, le ovaie inducendo 4-10 cauterizzazioni dalla profondità di circa 4–10 mm. Una cauterizzazione, o una perforazione, inferiore a 4 su ciascuna ovaia può, in alcuni casi, portare ad una riduzione delle probabilità di successo della fecondazione in vitro (e quindi delle probabilità di ottenimento di una gravidanza). Perforazioni, o cauterizzazioni, superiore a 10 possono causare danni irreversibili alle ovaia. I risultati migliori, nell'utilizzo di questa tecnica, sono stati osservati in donne con livelli plasmatici elevati di LH.

### Alternative alla gonadotropina corionica (hCG)
Il farmaco da utilizzare per l'induzione finale dell'ovulazione durante il ciclo di fecondazione in vitro (IVF) dovrebbe essere scelto in base al rischio previsto di sviluppo della sindrome da iperstimolazione ovarica. L'hCG, ormai da anni, è sempre stato usato per indurre l'impennata dei livelli di LH. Tuttavia, a causa della sua lunga emivita, l'hCG, può causare un'attività luteotropa eccessivamente lunga, considerando che normalmente l'emivita dell'LH è di 60 minuti ma a seguito della somministrazione di hCG la sua emivita diviene di 24 ore. Quindi come agire in alternativa:
- Riduzione della dose somministrata di hCG: Al momento, la sperimentazione dell'induzione finale dell'ovulazione con dosi inferiori di hCG, rispetto alla dose convenzionale di 10000 IU, non ha portato a nessuna prova evidente della sua efficacia. Ma nonostante ciò, il dibattito e la sperimentazione scientifica al riguardo rimangono aperti[14].
- Uso di agonisti dell'ormone di rilascio delle gonadotropine (GnRHa): Gli GnRHa sono in grado di indurre un aumento del rilascio di LH ed FSH,  causando così una sottoregolazione di questi ormoni (meccanismo feedback negativo) tale da indurre ipogonadismo, e di conseguenza, una diminuzione nella produzione di ormoni sessuali riducendo, o quasi del tutto eliminando, il rischio di sviluppo della sindrome da iperstimolazione ovarica[15]. Anche se, è stato dimostrato che, l'approccio che prevede l'utilizzo di GnRHa è meno efficace rispetto all'approccio della riduzione della dose di hCG, per quanto concerne le probabilità di ottenimento di una gravidanza a fine trattamento.
- Ormone luteinizzante ricombinante: L'utilizzo dell'ormone luteinizzante (LH) ricombinante (con un'emivita di 10 ore) per mimare l'impennata fisiologica di LH è una strategia per la prevenzione di sindrome da iperstimolazione ovarica in pazienti ad alto rischio[16]. Anche se ad oggi gli studi non hanno denotato alcuna differenza tra questo trattamento e il protocollo dell'hCG; osservando, anzi, una minore probabilità di ottenimento di una gravidanza a fine trattamento.

### Antagonisti dell'ormone di rilascio delle gonadotropine
È stato dimostrato che, pazienti ad alto rischio di sviluppo della sindrome da iperstimolazione, sono soggetti ad un rischio di sviluppo inferiore se trattati con antagonisti del GnRH. Anche se ci sono controversie riguardo all'efficacia e al tasso di gravidanze raggiunte a seguito del trattamento con agonisti del GnRH.

## Trattamento
Il trattamento della sindrome da iperstimolazione ovarica dipende dalla sua gravità, dalle complicanze e dalla presenza/assenza di una gravidanza in corso al momento della sua insorgenza. I trattamenti solitamente devono agire su uno squilibrio degli elettroliti, variazioni emodinamiche, disfunzioni epatiche, secrezione di sostanze vasoattive, ipoglobulinemia, manifestazioni polmonari, eventi trombotici e manifestazioni neurologiche.

## Manifestazioni cliniche e classificazione
L'evento principale nella patogenesi della sindrome da iperstimolazione ovarica è il rigonfiamento delle ovaie, la secrezione di sostanze vasoattive, ascite e ipovolemia (a causa di un'estrema extravasazione dei fluidi nella zona interstiziale). La sindrome da iperstimolazione ovarica è divisa in 4 categorie (in base alla gravità dei sintomi, segni e risultati di laboratorio): 
- Sindrome lieve da iperstimolazione ovarica: caratterizzata da una dilatazione bilaterale di circa 8 cm delle ovaie, con la presenza di follicoli multipli, rigonfiamento addominale e lieve dolore addominale.
- Sindrome moderata da iperstimolazione ovarica: Dilatazione delle ovaia di circa 12 cm, accompagnata da rigonfiamento addominale, sintomi gastrointestinali (vomito, nausea, diarrea) e ascite. Un rapido aumento di peso di circa 3 kg può essere un segno di avvertimento di una sindrome moderata da iperstimolazione ovarica.
- Sindrome severa da iperstimolazione ovarica: Il 2% delle donne, durante un ciclo di stimolazione ovarica, va incontro ad una sindrome severa da iperstimolazione. La forma severa è caratterizzata dalla presenza di cisti ovariche di diametro superiore ai 12 cm, asciti (con o senza idrotorace), ipercalcemia (potassio superiore a 5 mmol/L), iponatriemia (sodio sotto i 135 mmol/L), oliguria (inferiore a 300 mL/d o 30 mL/h), creatinina a 1,1-1,5 mg/dL, shock ipovolemico, ematocrito inferiore al 45%, conta cellulare sopra i 15000, disfunzione epatica, aumento della viscosità sanguigna ed eventi trombotici[21].
- Sindrome critica da iperstimolazione ovarica: Diagnosticata in caso di ascite severa o idrotorace, con ematocrito superiore al 55%, globuli bianchi sopra i 25000/mL, oliguria o anuria, creatinina pari o superiore a 1,6 mg/dL, clearance della creatinina inferiore a 50 mL/min, embolia polmonare o sindrome acuta da distress respiratorio.